# Курт Волкер (боксер)
Курт Волкер (англ. Kurt Walker, 7 березня 1995, Лісберн, Північна Ірландія) — ірландський професійний боксер, чемпіон Європи серед аматорів.

## Аматорська кар'єра
2012 року Курт Волкер зайняв третє місце на чемпіонаті світу серед молоді, а 2013 року зайняв друге місце на чемпіонаті Європи серед молоді.
На Європейських іграх 2015 програв у першому бою.
На чемпіонаті Європи 2017, здобувши три перемоги і програвши у півфіналі Миколі Буценко (Україна) — 0-5, завоював бронзову медаль. На чемпіонаті світу 2017 програв у першому бою.
На Іграх Співдружності 2018 здобув три перемоги, а у фіналі програв Пітеру Макгрейлу (Англія) — 1-4.
На Європейських іграх 2019 Курт Волкер став чемпіоном.
- В 1/8 фіналу переміг Жірайра Саргсяна (Вірменія) — 4-1
- У чвертьфіналі переміг Самуеля Кістохуррі (Франція) — 5-0
- У півфіналі переміг Пітера Макгрейла (Велика Британія) — 3-2
- У фіналі переміг Миколу Буценко (Україна) — 5-0

На чемпіонаті світу 2019 програв у чвертьфіналі.
На Олімпійських іграх 2020 програв у чвертьфіналі.
- В 1/16 фіналу переміг Хосе Куілес (Іспанія) — 5-0
- В 1/8 фіналу переміг Міразізбека Мірзахалілова (Узбекистан) — 4-1
- У чвертьфіналі програв Дюку Рейгану (США) — 2-3

## Професіональна кар'єра
2022 року дебютував на профірингу. Провів одинадцять поспіль переможних боїв.